# Hasselblad H2D-39
Die H2D-39 ist die zweite rein digitale Kamera von Hasselblad.
Rein digital bedeutet hier, dass die digitale Kamerarückwand zur Wartung zwar abnehmbar ist, sich aber an dem systemeigenen Anschluss kein Film- oder Polaroid-Rückteil mehr anschließen lässt. Der Sensor der H2D-39 soll Bilder ohne den gefürchteten Moiré-Effekt produzieren und hat 39 Megapixel. Die Aufnahmen werden in einem proprietären, „3FR“ genannten RAW-Format oder dem Adobe-DNG-Format gespeichert. Alle Objektive der H- und (mit Adapter) auch die der V-Serie von Hasselblad sind weiterhin nutzbar. Als Schnittstelle dient ein FireWire-800-Anschluss. Im September 2006 wurde die H2D durch die H3D-Modelle (22 und 39 Megapixel) abgelöst. Als „48-mm-Full-Frame-D-SLR“ wurde bei dieser Kamera die Integration der Systembausteine im Hinblick auf verbesserte Auflösung, Schärfe, Rauscharmut, sowie Farb- und Detailwiedergabe vorangetrieben (Hasselblad „Star Quality“). Die „Digital Apo Correction“ ist bei dem ebenfalls neu vorgestellten HCD 28-mm-Superweitwinkel-Objektiv von entscheidender Bedeutung. Das Modul-Konzept der H3D gestattet den Einsatz eines Film-Magazins an der Kamera sowie die Verwendung des Digitalrückteils über entsprechenden Adapter an einer Fachkamera.